# Mačji sejem

## O knjigi
Knjiga Mačji sejem je kratka sodobna pravljica v slikaniški obliki, je nadaljevanje priljubljene zgodbe Maček Muri. Avtor Kajetan Kovič in ilustratorka Maša Kozjek nam predstavita še eno razgibano in zanimivo mačjo zgodbo. Dogajanje se odvija na 30 slikovitih straneh formata A4, kjer se duhovito izmenjujejo zgodba v proznem besedilu, pesmi in ilustracije.
Knjiga je bila prvič izdana leta 1999 in je že dobila svoj prvi ponatis.

## Vsebina
V Mačjem mestu se pripravljajo na Mačji sejem. Maček Muri se odpravi na Mačje letališče, kjer z Županom sprejemata goste. Maček sproti beleži zanimivosti za svojo Mačjo knjigo, v katero vsak večer zapisuje svoje spomine. Spremlja ju tudi fotoreporter Izidor-Mucograf, ki poskrbi za slikovno gradivo.
Prispeli visoki gostje se nastanejo v penzionih in hotelih po vsem Mačjem mestu, vsak po svojem okusu in svojemu žepu primerno.
Mačji sejem otvori župan Mačjega mesta. Ob zaključku otvoritvene slovesnosti združeni orkestri zaigrajo Mačjo himno.
Na Mačji sejem vabi bogata ponudba, ki se ji je težko upreti: parmezan Mišja radost, siri za hujšanje, borovničevo črno mleko, mavrična smetana, večna klobasa za vse vesele mačke; Navdušuje tudi Mačji lunapark, kamor se odpravita glavna literarna lika, Maček Muri in njegova prelestna prijateljica Muca Maca.
Naslednji večer se mački iz visoke družbe zberejo na slavnostnem sprejemu pri županu. Med gosti sta tudi Muri in Maca. Muca Maca je ponovno vzbudila pozornost s svojim prihodom, saj je tudi v tej zgodbi najprivlačnejša muca. Dvorijo ji mački iz vsega sveta. Druge mačke se iz užaljenosti umaknejo v bife, kjer pojedo vse najboljše prigrizke. Ob koncu večera (sprejema) maček Paganin zaigra Mačjo sonato.Ta pesem spodbudi snubce Muce Mace, ki se odločijo, da ji to noč zaigrajo podoknico. Med njimi se zgodi pretep. Mačje divjake ločijo šele policisti, ki jih priprejo. Ranjene mačke odpeljejo v Zdravstveni dom, kjer zanje poskrbita doktor Muc in lepa bolničarka Mija.
Naslednji dan na Mačjem sejmu ne zmanjka tematike za pogovor. Muca Maca se izogiba odgovornosti glede pretepa. V samovšečnosti zviška odgovarja, da nič ne more zato, ker je na svetu … 
Razstavišče čez tri dni zaprejo brez novih razburljivih dogodkov. Manjše nevšečnosti povzroči le pobeg znanega roparja Čombeta, ki ga hitro zopet spravijo za rešetke.
Muri in Macograf sestavita Mačjo kroniko o dogodkih v času sejma, ki je dopolnjena z atraktivnimi, živimi slikami zloglasnega mačjega pretepa. 
Po Mačjem sejmu se življenje v Mačjem mestu vrne v ustaljene tire. Maček Muri še naprej vsak dan obiskuje Muco Maco. Skupaj pijeta čaj ob peti uri in se držita za tačke.

## Literarna lika
Maček Muri
Ostaja tudi v tej zgodbi prisrčen črn mačkon, ki v sebi združuje obilo človeških lastnosti. Budno spremlja vse dogodke v mestu. Še vedno je zaljubljen v najlepšo mačko Muco Maco, kar mu zavida veliko mačjih tekmecev. Na koncu zgodbe je razvidno, da srce Muce Mace pripada Muriju.
Murijevi dnevi imajo ustaljeni urnik: zjutraj hodi na lonček mleka k točajki Muci Lizi, med zajtrkom prebere časopis do zadnje pike, nato se poda po mestu in opazuje dogajanje. Zanimive pripetljaje zvečer zapiše v Mačjo knjigo in jih tako ohrani kot nepozabljene spomine.
Muca Maca
Predstavlja mlado damo, ki ji ni do dela, najraje uživa v brezdelju in svoji nedosegljivi lepoti. V njenem literarnem liku lahko najdemo tipizirane človeške lastnosti, ki so predstavljene na duhovit in zabaven način. Muca se svojih snubcev ne otepa, je očarljiva in prijazna, a njeno srce pripada glavnemu junaku Muriju.